# دوغ بولين
دوغ بولين (بالإنجليزية: Doug Polen) هو متسابق دراجات نارية أمريكي سابق فاز ببطولة العالم للسوبربايك.

## البطولات
- بطولة العالم للسوبربايك 1991
- بطولة العالم للسوبربايك 1992

## روابط خارجية
- دوغ بولين على موقع WorldSBK.com (الإنجليزية)